# Mikołaj Stefan Radecki
Mikołaj Stefan Radecki herbu Godziemba (ur. w latach 30. XVII wieku, zm. około 1703) – stolnik żydaczowski (1661–1686), podstoli buski (1684–1687), stolnik buski (1687–1689), chorąży horodelski (1689–1703).

## Życie rodzinne
Był synem Krzysztofa Radeckiego i nieznanej z imienia Chmieleckiej.
Z pierwszą żoną N. Piotrowską miał syna Aleksandra (nie dożył wieku dorosłego). Drugą żoną (ślub przed 1665 rokiem) była Teresa Joanna Lipska, córka Hieronima Lipskiego, wojskiego horodelskiego. Ich dzieci to:
- Krzysztof - rzekomy podstoli bełski, chrzest 8.5.1669 w Tomaszowie Lubelskim, zm. około 1694. Żona: Katarzyna Giżycka. Bezdzietny[1]
- Antoni Radecki
- Józef Radecki
- Romuald - jezuita, zmarł w 1715 roku
- Walerian Radecki
- Barbara, żona Mikołaja Michała Kurdwanowskiego
- Helena, żona Stadnickiego, podstolego bełskiego
- Zofia, żona Wybranowskiego